# Pumpkinhead II: Blood Wings
Pumpkinhead II: Blood Wings è un film del 1994 diretto da Jeff Burr ed uscito direttamente in home video. Si tratta del sequel di Pumpkinhead.

## Trama
Nel 1958 a Ferren Woods, un piccolo paese arretrato, una vecchia strega cieca, Ms. Osie, sfama un orfano deforme di nome Tommy. Il bambino è il figlio di Pumpkinhead. Mentre Tommy mangia, giunge un'auto con a bordo sei ragazzi, i quali, convinti che sia un mostro demoniaco, si mettono ad inseguirlo armati di coltelli e mazze da baseball. Tommy cerca rifugio in una miniera ma è raggiunto dai ragazzi che lo uccidono barbaramente.
35 anni dopo, lo sceriffo Sean Braddock, sua moglie e sua figlia Jenny si trasferiscono a Ferren Woods. In realtà Sean è cresciuto nel paese e ha deciso di farvi ritorno quando gli è stato offerto il posto di sceriffo locale. A scuola, Jenny incontra un gruppo di ragazzi selvaggi, uno dei quali è Daniel "Danny" Dixon, figlio del giudice della città, il quale trentacinque anni prima ha ucciso Tommy. Di notte i ragazzi prendono in prestito l'auto di Sean e si recano a casa di Ms. Osie, dove trovano un libro degli incantesimi e fiale di sangue con le quali la donna intende resuscitare Tommy. La donna, rientrando a casa, sorprende i ragazzi e li caccia via. Danny la colpisce e scappa con una fiala di sangue.
Danny e i suoi amici tentano poi di resuscitare il cadavere di Tommy. Quando Jenny si accorge che la casa di Ms. Osie sta bruciando, Danny e i suoi amici fuggono. Ms. Osie, gravemente ustionata, finisce all'ospedale. All'insaputa di Danny e dei suoi amici, il tentativo di resuscitare Tommy ha avuto successo e Tommy torna in vita con l'aspetto di Pumpkinhead. Ben presto, gli amici del giudice Dixon vanno incontro a morti raccapriccianti. Il padre di Jenny si mette ad indagare e giunge alla conclusione che Tommy è il responsabile degli omicidi. Prima di morire Ms. Osie rivela tutto a Sean, il quale si rende conto che il giudice sarà la prossima vittima di Pumpkinhead.
Il giudice Dixon chiama la sua posse per aiutarlo ad uccidere l'assassino dei suoi amici. Prima che essi arrivino, Pumpkinhead uccide brutalmente il giudice. Tommy si è vendicato di coloro che lo hanno ucciso ma non ha ancora terminato la sua missione ed è intenzionato a vendicarsi dei ragazzi che non hanno salvato Ms. Osie dall'incendio. Danny e tre suoi amici vengono uccisi da Pumpkinhead. Sean e il medico del paese si recano nel bosco dove trovano Jenny. Tommy non provando rancori nei confronti di Sean e Jenny li lascia andare via. Nel frattampo giunge però la posse del giudice che spara a Tommy, il quale ritorna nella miniera dove venne ucciso trentacinque anni prima.

## Videogioco
Un videogioco tratto dal film, Bloodwings: Pumpkinhead's Revenge, venne distribuito per DOS nel 1995. Il gioco, uno sparatutto in prima persona contenente alcuni video clips da Pumpkinhead II, non ebbe molto successo.

## Curiosità
- Il "Libro dei Morti" mostrato nel film L'armata delle tenebre è presente nella casa di Haggis.
- Secondo quando detto da Jeff Burr alcuni secondi del film sono stati tagliati.